# Проводина
Проводина (на сръбски: Проводина) е село в Черна гора, разположено в община Херцег Нови. Населението му според преброяването през 2011 г. е 822 души, от тях: 466 (56,69 %) сърби, 211 (25,66 %) черногорци, 13 (1,58 %) хървати, 12 (1,45 %) египтяни, 6 (0,72 %) югославяни, 78 (9,48 %) неизвестни.

## Население
Численост на населението според преброяванията през годините:
- 1948 – 229 души
- 1953 – 237 души
- 1961 – 196 души
- 1971 – 181 души
- 1981 – 288 души
- 1991 – 310 души
- 2003 – 664 души
- 2011 – 822 души